# Roland Liboton
Roland Liboton (Lovanio, 6 marzo 1957) è un ex ciclocrossista belga, quattro volte campione del mondo di specialità tra i professionisti.
Professionista dal 1979 al 1992, è considerato uno dei ciclocrossisti più forti di sempre. Oltre ai quattro titoli iridati tra i pro, si aggiudicò per tre volte la classifica generale del Superprestige (vincendo 21 prove) e per dieci volte consecutive il campionato nazionale belga. Vinse anche un titolo mondiale tra i dilettanti, nel 1978.

## Palmarès
- 1977-1978

Campionato del mondo, Dilettanti
Vlaamse Druivenveldrit (Overijse)
- 1979-1980

Campionato del mondo
Campionato belga
Vlaamse Druivenveldrit (Overijse)
- 1980-1981

Campionato belga
Cyclocross Diegem (Diegem)
Jaarmarktcross Niel (Niel)
Vlaamse Druivenveldrit (Overijse)
Trofeo Mamma e Papà Guerciotti (Milano)
- 1981-1982

Campionato belga
Vlaamse Druivenveldrit (Overijse)
Campionato del mondo
- 1982-1983

Campionato belga
Cyclocross Diegem, 1ª prova Superprestige (Diegem)
Vlaamse Druivenveldrit, 4ª prova Superprestige (Overijse)
Campionato del mondo
Jaarmarktcross Niel (Niel)
- 1983-1984

Cyclocross Valkenswaard, 2ª prova Superprestige (Valkenswaard)
Cyclocross Diegem, 3ª prova Superprestige (Diegem)
Cyclocross Zillebeke, 4ª prova Superprestige (Zillebeke)
Cyclocross Gavere, 5ª prova Superprestige (Asper-Gavere)
Vlaamse Druivenveldrit, 6ª prova Superprestige (Overijse)
Campionato belga
Grosser Preis von Wetzikon (Wetzikon)
Campionato del mondo
Jaarmarktcross Niel (Niel)
- 1984-1985

Azencross (Loenhout)
Grosser Preis von Wetzikon (Wetzikon)
Ciclocross di Roma, 3ª prova Superprestige (Roma)
Cyclocross Oss, 4ª prova Superprestige (Oss)
Cyclocross Diegem, 5ª prova Superprestige (Diegem)
Campionato belga
Classifica generale Superprestige
Trofeo Mamma e Papà Guerciotti (Milano)
- 1985-1986

Azencross (Loenhout)
Cyclocross Gieten (Gieten)
Vlaamse Druivenveldrit, 4ª prova Superprestige (Overijse)
Cyclocross Diegem, 5ª prova Superprestige (Diegem)
Campionato belga
Classifica generale Superprestige
Jaarmarktcross Niel (Niel)
Duinencross (Koksijde)
Trofeo Mamma e Papà Guerciotti (Milano)
- 1986-1987

Cyclocross Diegem, 6ª prova Superprestige (Diegem)
Campionato belga
Duinencross (Koksijde)
- 1987-1988

Cyclocross Gieten (Gieten)
Ziklokros Zarautz, 2ª prova Superprestige (Zarautz)
Ciclocross di Roma, 4ª prova Superprestige (Roma)
Vlaamse Druivenveldrit, 6ª prova Superprestige (Overijse)
Cyclocross Diegem, 7ª prova Superprestige (Diegem)
Cyclocross Gavere, 8ª prova Superprestige (Asper-Gavere)
Campionato belga
Grosser Preis von Wetzikon, 9ª prova Superprestige (Wetzikon)
Cyclocross Zillebeke, 10ª prova Superprestige (Zillebeke)
Classifica generale Superprestige
Jaarmarktcross Niel, 2ª prova Gazet van Antwerpen Trofee (Niel)
Cyclocross Sint-Jozef, 4ª prova Gazet van Antwerpen Trofee (Rijkevorsel)
- 1988-1989

Cyclocross Diegem, 7ª prova Superprestige (Diegem)
Azencross, 5ª prova Gazet van Antwerpen Trofee (Loenhout)
Campionato belga
- 1990-1991

Grote Prijs Rouwmoer (Essen)

## Piazzamenti

### Competizioni mondiali
- Campionati del mondo

Amorebieta 1978 - Dilettanti: vincitore
Wetzikon 1980 - Professionisti: vincitore
Tolosa 1981 - Professionisti: 2º
Lanarvily 1982 - Professionisti: vincitore
Birmingham 1983 - Professionisti: vincitore
Oss 1984 - Professionisti: vincitore
Monaco di Baviera 1985 - Professionisti: 10º
Hagendorf 1988 - Professionisti: 6º
Getxo 1990 - Professionisti: 20º